# 拉金堡 (堪薩斯州)
拉金堡（英語：Larkinburg）為位在美国堪薩斯州艾奇遜縣和杰克逊县的非建制地區。

## 歷史
拉金堡於1880年設立。該地區以地主M·E·拉金（M. E. Larkin）來命名。